# Jomo Lhari
El Jomo Lhari, Jomolhari, Chomo Lhari o Chomolhari, (tibetà: ཇོ་མོ་ལྷ་རི, wylie: jo mo lha ri; xinès: 绰莫拉日峰; pinyin: Chuòmòlārì Fēng) de vegades conegut com "la núvia del Kangchenjunga", és una muntanya de l'Himàlaia, a cavall entre la frontera entre el comtat de Yadong, al Tibet i el districte de Paro, a Bhutan. El cim s'eleva fins als 7.326 msnm. La cara nord s'eleva més de 2.700 metres per sobre de les planes àrides del Tibet. La muntanya és la font del Paro Chu, que discorre pel vessant sud, i de l'Amo Chu que discorre pel vessant nord.

## Importància religiosa
La muntanya és sagrada per als budistes tibetans, que creuen és la residència d'una de les Cinc Germanes Tsheringma; (jo mo tshe ring mched lnga) - deesses protectores femenines (Jomo) del Tibet i el Bhutan, que van ser lligades sota jurament per Padmasambhava per protegir la terra, la fe budista i la població local.
Al vessant bhutanès hi ha el temple de Jomolhari, entre Thangthangkha i Jangothang, a una altitud de 4.150 metres. Els religiosos i peregrins que visiten la muntanya s'allotgen en aquest temple. Hi ha altres llocs sagrats a prop d'aquest temple, com ara les coves de meditació de Milarepa i Gyalwa Lorepa o el Tseringma Lhatso, el "llac espiritual" de Tsheringma.
Al Tibet hi ha un pelegrinatge anual des de Pagri fins a un llac sagrat, Jomo Lharang, que es troba a 5.100 msnm, just al nord de la muntanya.

## Escalada
En ser el Jomo Lhari una muntanya sagrada i la llar de les deesses, els que vivien a prop creien que era impossible d'escalar i que qualsevol que pugés massa alt seria llançat muntanya avall.
Malgrat la seva notorietat i visibilitat espectacular des de l'antiga ruta comercial entre l'Índia i Lhasa, que passa pel vall de Chumbi, la muntanya ha vist poca activitat d'escalada. Era conegut pels escaladors que passaven cap a l'Everest i va ser explorat per Odell el 1924. El 1937 es va concedir un permís per escalar la muntanya sagrada a una expedició britànica encapçalada per Freddie Spencer Chapman. Tot i que no es coneixen denegacions de les sol·licituds d'escalada anteriors, Chapman creia que aquesta era la raó per la qual no s'havia escalat fins a 1937. Sis portejadors van acompanyar l'equip d'escalada de 5 homes de Phari a través del Sur La fins a Bhutan. Chapman i el xerpa Pasang Dawa Lama, que posteriorment participaria en l'expedició estatunidenca al K2 de 1953, van coronar el cim per l'esperó sud-est el 21 de maig de 1937. El descens prolongat i èpic, al qual van tenir la sort de sobreviure, es descriu amb detall al llibre de Chapman Helvellyn to Himalaya publicat el 1940.
La segona ascensió no va tenir lloc fins al 24 d'abril de 1970 -per la mateixa ruta- per una expedició militar conjunta bhutanesa-índia dirigida pel coronel Narendra Kumar. Aquesta expedició acabà amb tragèdia, amb la mort de tres dels seus membres.
Destaca l'ascensió protagonitzada per un equip eslovè de sis membres l'octubre de 2006, en el que era la cinquena i la sisena ascensió a la muntanya. Van escalar dues vies noves. Rok Blagus, Tine Cuder, Samo Krmelj i Matej Kladnik van seguir el corredor esquerre de la cara nord fins a l'aresta est, prop dels 7.100 m, des d'on van seguir la carena fins al cim, mentre que Marko Prezelj i Boris Lorencic van seguir l'aresta nord-oest en una escalada d'anada i tornada de sis dies. Aquesta darrera ascensió fou recompensada amb el Piolet d'Or el gener de 2007.